# Bangor (Morbihan)
Bangor es una villa y comuna francesa de la región de Bretaña, en el departamento de Morbihan, muy cercana a Lorient. Se extiende por un área de 25,34 km², contando con 894 habitantes (censo de 2007), sobre la isla de Belle-Île-en-Mer. 
Tiene una densidad de población de 35 hab/km². Destaca por su interés turístico dentro de la villa un gran faro.

## Demografía
| 578 | 550 | 563 | 637 | 735 | 738 |
| Para los censos de 1962 a 1999 la población legal corresponde a la población sin duplicidades (Fuente: INSEE [Consultar]) |     |     |     |     |     |